# Divisione No. 2 (Saskatchewan)
La Divisione No. 2 è una divisione censuaria del Saskatchewan, Canada di 20 363 abitanti, che ha come capoluogo Weyburn.

## Comunità
- Comunità principali
  - Avonlea
  - Bengough
  - Midale
  - Milestone
  - Ogema
  - Radville
  - Weyburn

- Municipalità rurali
  - RM No. 6 Cambria
  - RM No. 7 Souris Valley
  - RM No. 8 Lake Alma
  - RM No. 9 Surprise Valley
  - RM No. 10 Happy Valley
  - RM No. 36 Cymri
  - RM No. 37 Lomond
  - RM No. 38 Laurier
  - RM No. 39 The Gap
  - RM No. 40 Bengough
  - RM No. 66 Griffin
  - RM No. 67 Weyburn
  - RM No. 68 Brokenshell
  - RM No. 69 Norton
  - RM No. 70 Key West
  - RM No. 96 Fillmore
  - RM No. 97 Wellington
  - RM No. 98 Scott
  - RM No. 99 Caledonia
  - RM No. 100 Elmsthorpe